# Garcinia cymosa
Garcinia cymosa är en tvåhjärtbladig växtart som först beskrevs av Karl Moritz Schumann, och fick sitt nu gällande namn av Ian Mark Turner och P.F Stevens. Garcinia cymosa ingår i släktet Garcinia och familjen Clusiaceae. Utöver nominatformen finns också underarten G. c. pendula.